# Liga Premier de Egipto
La Liga Premier de Egipto (en árabe: الدوري المصري الممتاز‎; en inglés: Egyptian Premier League), es la máxima categoría del fútbol profesional de Egipto. El campeonato se disputa desde 1948 y es organizado por la Federación Egipcia de Fútbol.
La liga cuenta con un formato actual de 18 equipos, donde los dos primeros clasificados se aseguran la clasificación a la Liga de Campeones de la CAF y los tres últimos posicionados descienden, automáticamente y sin promoción, a la Segunda División de Egipto.
La liga está situada en el puesto número 17 de la lista de clasificación que elabora la IFFHS sobre las ligas más potentes del planeta. Históricamente dos son los clubes más importantes del país: el Al-Ahly y el Zamalek, ambos clubes de la capital, El Cairo. El Al-Ahly es el equipo más laureado del fútbol faraónico con 42 títulos, por 14 de su rival, el Zamalek, siendo el primero el que más Ligas de Campeones de la CAF ha ganado con 11, le sigue precisamente el club Zamalek con 5.

## Clásicos
Como siempre, en cualquier liga, hay ciertos partidos que se destacan los partidos de la temporada. En Egipto, los partidos clásicos son aquellos que tienen las hinchadas más populares en el fútbol en Egipto: Al-Ahly, Zamalek e Ismaily. 
- Si uno se refiere a ella como el "Derbi de El Cairo", "Derbi de Egipto" o "Derbi del África", Al-Ahly - Zamalek es una de las más encarnizadas rivalidades del fútbol mundial. Es un partido entre los clubes de mayor éxito de todo el continente africano, ya que entre ambos equipos suman 15 títulos de Liga de Campeones, por el momento más que ningún otro país de África.

- La rivalidad entre los clubes de El Cairo-Ismailia es otro choque de titanes en el fútbol de Egipto, los clubes de El Cairo Al-Ahly y Zamalek han mezclado las relaciones con la ciudad de Ismailia, el hogar del club Ismaily SC, el tercer club más importante en Egipto.

- Normalmente los partidos Zamalek-Ismaily son partidos generalmente pacíficos como los aficionados que alentan y están juntas en gradas y han tenido tradicionalmente buenas relaciones con los demás, a diferencia de la relación entre los aficionados de Al-Ahly y Ismaily.

- La razón para el odio entre los aficionados Ismaily a los del Al-Ahly no está clara, pero la mayoría esta de acuerdo en que el principal conflicto se remonta a 1967 con la Guerra de los Seis Días. Las tropas israelíes obligaron a los habitantes de Ismailia y la mayoría de las personas que viven en el Canal de Suez para evacuar y salir de sus casas, yendo hacia el oeste hacia el interior de Egipto. Ismaily SC pidió acogida a Al-Ahly, pero el gigante de El Cairo les negó. Este fue un duro golpe a la relación entre ambas partes, y ha sido siempre un punto sensible desde entonces. Asimismo, durante la reconstrucción del Ahly en el campeonato 2004, Ahly logró firmar una serie de exjugadores estrellas Ismaily incluido Mohamed Barakat, Islam Al Shater y Emad Al Nahhas.

## Clubes
Los tres clubes más populares de Egipto son el Al-Ahly, Zamalek e Ismaily. Otros clubes históricamente populares son Al Ittihad Alexandria, Tersana y Al Masry.
Un total de 65 clubes han jugado en la Liga Premier de Egipto desde su creación en 1948-49 hasta e incluyendo la temporada 2013-14. Sin embargo, solo dos clubes han sido miembros de la Liga Premier de Egipto en cada temporada desde su creación: Al-Ahly y Al-Zamalek.

## Formato
Hay 18 clubes de la Liga Premier de Egipto. La temporada de fútbol, que dura desde agosto hasta mayo, se intercala con un descanso de seis semanas de invierno que dura desde finales de diciembre a febrero. Durante el transcurso de la temporada, cada club juega contra los otros equipos dos veces, una vez en su estadio y otra como visitante, para un total de 34 partidos. Los equipos se clasifican por el total de puntos, enfrentamientos directos, diferencia de goles, y goles marcados. 
El campeón y el subcampeón obtienen la clasificación a la Liga de Campeones de la CAF, mientras el tercer clasificado accede a la Copa Confederación de la CAF.
Los tres últimos clasificados son relegados a la Liga de División II, y los tres mejores equipos de los tres grupos en la liga de División II, en conjunto, son ascendidos.

## Equipos de la temporada 2025-26

### Información de los equipos
| Equipo                 | Ciudad              | Estadio                                    | Capacidad |
| ---------------------- | ------------------- | ------------------------------------------ | --------- |
| Al-Ahly                | El Cairo            | Estadio Al-Salam                           | 30 000    |
| Al-Ittihad Alexandria  | Alejandría          | Estadio de Alejandría                      | 19 676    |
| Al-Masry               | Puerto Said         | Estadio de Suez                            | 27 000    |
| Al-Mokawloon Al-Arab   | Nasr City           | Estadio Osman Ahmed Osman                  | 35 000    |
| Ceramica Cleopatra FC  | Seis de Octubre     | Estadio Osman Ahmed Osman                  | 35 000    |
| El Gouna FC            | El Gouna            | Estadio Khaled Bichara                     | 12 000    |
| ENPPI Club             | Nuevo Cairo         | Estadio Petro Sport                        | 16 000    |
| Ghazl El-Mehalla       | El-Mahalla El-Kubra | Estadio El Mahalla                         | 14 564    |
| Haras El-Hodood        | Alejandría          | Haras El Hodoud Stadium                    | 22 000    |
| Ismaily SC             | Ismailía            | Estadio de Ismailia                        | 18 525    |
| Kahraba Ismailia SC    | Ismailía            | Estadio Kahraba Ismailia                   | 6 000     |
| Modern Sport FC        | Mokattam            | Estadio Internacional de El Cairo          | 75 000    |
| National Bank of Egypt | Giza                | Estadio Internacional de El Cairo          | 75 000    |
| Petrojet FC            | Suez                | Estadio de la Academia Militar de El Cairo | 28 000    |
| Pharco FC              | Alejandría          | Haras El Hodoud Stadium                    | 22 000    |
| Pyramids FC            | El Cairo            | Estadio 30 de Junio                        | 30 000    |
| Smouha SC              | Alejandría          | Estadio de Alejandría                      | 19 676    |
| Tala'ea El-Gaish SC    | El Cairo            | Estadio Gehaz El Reyada                    | 20 000    |
| Wadi Degla             | El Cairo            | Estadio Petro Sport                        | 16 000    |
| Zamalek SC             | Guiza               | Estadio Internacional de El Cairo          | 75 000    |
| ZED FC                 | Guiza               | Estadio Internacional de El Cairo          | 75 000    |

## Palmarés
- La siguiente tabla es un resumen de las temporadas disputadas.
| Temporada | Campeón                                                                                              | Subcampeón                                                                                           | Máximo goleador                                                                                      | Club                                                                                                 | Goles                                                                                                |
| --------- | --- | --- | --- | --- | --- |
| 1948-49   | Al-Ahly                                                                                              | Tersana                                                                                              | Mohammed Al-Attar El-Sayed El-Dhizui                                                                 | Al-Ittihad Alexandria Al Masry                                                                       | 15                                                                                                   |
| 1949-50   | Al-Ahly                                                                                              | Tersana                                                                                              | El-Sayed El-Dhizui                                                                                   | Al-Masry                                                                                             | 13                                                                                                   |
| 1950-51   | Al-Ahly                                                                                              | Zamalek                                                                                              | El-Sayed El-Dhizui                                                                                   | Al-Masry                                                                                             | 12                                                                                                   |
| 1951-52   | No se disputó debido a la realización de la Juegos Olímpicos de 1952.                                | No se disputó debido a la realización de la Juegos Olímpicos de 1952.                                | No se disputó debido a la realización de la Juegos Olímpicos de 1952.                                | No se disputó debido a la realización de la Juegos Olímpicos de 1952.                                | No se disputó debido a la realización de la Juegos Olímpicos de 1952.                                |
| 1952-53   | Al-Ahly                                                                                              | Zamalek                                                                                              | Ahmed Mekkawi                                                                                        | Al-Ahly                                                                                              | 12                                                                                                   |
| 1953-54   | Al-Ahly                                                                                              | Zamalek                                                                                              | Abdel Nabi                                                                                           | Tersana                                                                                              | 18                                                                                                   |
| 1954-55   | No finalizado debido a un impase entre la Federación Egipcia y el Al-Ahly.                           | No finalizado debido a un impase entre la Federación Egipcia y el Al-Ahly.                           | No finalizado debido a un impase entre la Federación Egipcia y el Al-Ahly.                           | No finalizado debido a un impase entre la Federación Egipcia y el Al-Ahly.                           | No finalizado debido a un impase entre la Federación Egipcia y el Al-Ahly.                           |
| 1955-56   | Al-Ahly                                                                                              | Zamalek                                                                                              | Sayed Saleh                                                                                          | Al-Ahly                                                                                              | 12                                                                                                   |
| 1956-57   | Al-Ahly                                                                                              | Zamalek                                                                                              | Alaa Al Hamouly                                                                                      | Zamalek                                                                                              | 16                                                                                                   |
| 1957-58   | Al-Ahly                                                                                              | Zamalek                                                                                              | Hamdi Abdel Fattah                                                                                   | Tersana                                                                                              | 19                                                                                                   |
| 1958-59   | Al-Ahly                                                                                              | Zamalek                                                                                              | El-Sayed El-Dhizui                                                                                   | Al-Ahly                                                                                              | 16                                                                                                   |
| 1959-60   | Zamalek                                                                                              | Tersana                                                                                              | Hamdi Abdel Fattah                                                                                   | Tersana                                                                                              | 15                                                                                                   |
| 1960-61   | Al-Ahly                                                                                              | Zamalek                                                                                              | Ali Mohsen                                                                                           | Zamalek                                                                                              | 16                                                                                                   |
| 1961-62   | Al-Ahly                                                                                              | Zamalek                                                                                              | Moustafa Reyadh                                                                                      | Tersana                                                                                              | 18                                                                                                   |
| 1962-63   | Tersana (1)                                                                                          | Zamalek                                                                                              | Hassan El-Shazly                                                                                     | Tersana                                                                                              | 32                                                                                                   |
| 1963-64   | Zamalek                                                                                              | Tersana                                                                                              | Moustafa Reyadh                                                                                      | Tersana                                                                                              | 27                                                                                                   |
| 1964-65   | Zamalek                                                                                              | Ismaily                                                                                              | Hassan El-Shazly                                                                                     | Tersana                                                                                              | 23                                                                                                   |
| 1965-66   | El-Olympi (1)                                                                                        | Zamalek                                                                                              | Hassan El-Shazly                                                                                     | Tersana                                                                                              | 16                                                                                                   |
| 1966-67   | Ismaily                                                                                              | Al-Ahly                                                                                              | Aly Abo Greisha                                                                                      | Ismaily                                                                                              | 15                                                                                                   |
| 1967-68   | Torneos no disputados, Guerra de los Seis Días y Guerra de Desgaste.                                 | Torneos no disputados, Guerra de los Seis Días y Guerra de Desgaste.                                 | Torneos no disputados, Guerra de los Seis Días y Guerra de Desgaste.                                 | Torneos no disputados, Guerra de los Seis Días y Guerra de Desgaste.                                 | Torneos no disputados, Guerra de los Seis Días y Guerra de Desgaste.                                 |
| 1968-69   | Torneos no disputados, Guerra de los Seis Días y Guerra de Desgaste.                                 | Torneos no disputados, Guerra de los Seis Días y Guerra de Desgaste.                                 | Torneos no disputados, Guerra de los Seis Días y Guerra de Desgaste.                                 | Torneos no disputados, Guerra de los Seis Días y Guerra de Desgaste.                                 | Torneos no disputados, Guerra de los Seis Días y Guerra de Desgaste.                                 |
| 1969-70   | Torneos no disputados, Guerra de los Seis Días y Guerra de Desgaste.                                 | Torneos no disputados, Guerra de los Seis Días y Guerra de Desgaste.                                 | Torneos no disputados, Guerra de los Seis Días y Guerra de Desgaste.                                 | Torneos no disputados, Guerra de los Seis Días y Guerra de Desgaste.                                 | Torneos no disputados, Guerra de los Seis Días y Guerra de Desgaste.                                 |
| 1970-71   | Torneos no disputados, Guerra de los Seis Días y Guerra de Desgaste.                                 | Torneos no disputados, Guerra de los Seis Días y Guerra de Desgaste.                                 | Torneos no disputados, Guerra de los Seis Días y Guerra de Desgaste.                                 | Torneos no disputados, Guerra de los Seis Días y Guerra de Desgaste.                                 | Torneos no disputados, Guerra de los Seis Días y Guerra de Desgaste.                                 |
| 1971-72   | Torneos no disputados, Guerra de los Seis Días y Guerra de Desgaste.                                 | Torneos no disputados, Guerra de los Seis Días y Guerra de Desgaste.                                 | Torneos no disputados, Guerra de los Seis Días y Guerra de Desgaste.                                 | Torneos no disputados, Guerra de los Seis Días y Guerra de Desgaste.                                 | Torneos no disputados, Guerra de los Seis Días y Guerra de Desgaste.                                 |
| 1972-73   | Ghazl El-Mehalla (1)                                                                                 | Zamalek                                                                                              | Omasha                                                                                               | Ghazl El-Mehalla                                                                                     | 11                                                                                                   |
| 1973-74   | No finalizado debido a la Guerra de Yom Kipur.                                                       | No finalizado debido a la Guerra de Yom Kipur.                                                       | No finalizado debido a la Guerra de Yom Kipur.                                                       | No finalizado debido a la Guerra de Yom Kipur.                                                       | No finalizado debido a la Guerra de Yom Kipur.                                                       |
| 1974-75   | Al-Ahly                                                                                              | Tersana                                                                                              | Hassan El-Shazly                                                                                     | Tersana                                                                                              | 34                                                                                                   |
| 1975-76   | Al-Ahly                                                                                              | Ghazl Al-Mehalla                                                                                     | Ossama Khalil                                                                                        | Ismaily                                                                                              | 17                                                                                                   |
| 1976-77   | Al-Ahly                                                                                              | Zamalek                                                                                              | Ali Khalil Hassan Shehata                                                                            | Zamalek                                                                                              | 17                                                                                                   |
| 1977-78   | Zamalek                                                                                              | Al-Ahly                                                                                              | Mahmoud El Khatib                                                                                    | Al-Ahly                                                                                              | 11                                                                                                   |
| 1978-79   | Al-Ahly                                                                                              | Zamalek                                                                                              | Ali Khalil                                                                                           | Zamalek                                                                                              | 12                                                                                                   |
| 1979-80   | Al-Ahly                                                                                              | Zamalek                                                                                              | Hassan Shehata                                                                                       | Zamalek                                                                                              | 12                                                                                                   |
| 1980-81   | Al-Ahly                                                                                              | Zamalek                                                                                              | Mahmoud El Khatib                                                                                    | Al-Ahly                                                                                              | 11                                                                                                   |
| 1981-82   | Al-Ahly                                                                                              | Zamalek                                                                                              | Gamal Gouda                                                                                          | Al-Masry                                                                                             | 8 |
| 1982-83   | Al-Mokawloon Al-Arab (1)                                                                             | Zamalek                                                                                              | Mahmoud Al Mashaqui                                                                                  | Ghazl El-Mehalla                                                                                     | 9 |
| 1983-84   | Zamalek                                                                                              | Al-Ahly                                                                                              | Ayman Shawky                                                                                         | El-Koroum                                                                                            | 8 |
| 1984-85   | Al-Ahly                                                                                              | Zamalek                                                                                              | Mohamed Hazem                                                                                        | Ismaily                                                                                              | 11                                                                                                   |
| 1985-86   | Al-Ahly                                                                                              | Zamalek                                                                                              | Mohamed Hazem                                                                                        | Ismaily                                                                                              | 11                                                                                                   |
| 1986-87   | Al-Ahly                                                                                              | Zamalek                                                                                              | Emad Soliman                                                                                         | Ismaily                                                                                              | 11                                                                                                   |
| 1987-88   | Zamalek                                                                                              | Al-Ahly                                                                                              | Gamal Abdelhamid                                                                                     | Zamalek                                                                                              | 11                                                                                                   |
| 1988-89   | Al-Ahly                                                                                              | Zamalek                                                                                              | Mahmoud Al Mashaqui                                                                                  | Ghazl El-Mehalla                                                                                     | 11                                                                                                   |
| 1989-90   | No finalizado debido a la preparación de la Selección de fútbol a la Copa Mundial de Fútbol de 1990. | No finalizado debido a la preparación de la Selección de fútbol a la Copa Mundial de Fútbol de 1990. | No finalizado debido a la preparación de la Selección de fútbol a la Copa Mundial de Fútbol de 1990. | No finalizado debido a la preparación de la Selección de fútbol a la Copa Mundial de Fútbol de 1990. | No finalizado debido a la preparación de la Selección de fútbol a la Copa Mundial de Fútbol de 1990. |
| 1990-91   | Ismaily                                                                                              | Al-Ahly                                                                                              | Mohamed Ramadan                                                                                      | Al-Ahly                                                                                              | 14                                                                                                   |
| 1991-92   | Zamalek                                                                                              | Ismaily                                                                                              | Ahmed El-Kass                                                                                        | El-Olympi                                                                                            | 14                                                                                                   |
| 1992-93   | Zamalek                                                                                              | Al-Ahly                                                                                              | Ahmed El-Kass                                                                                        | El-Olympi                                                                                            | 16                                                                                                   |
| 1993-94   | Al-Ahly                                                                                              | Ismaily                                                                                              | Ahmed El-Kass Bashir Abdel Samad                                                                     | El-Olympi Ismaily                                                                                    | 15                                                                                                   |
| 1994-95   | Al-Ahly                                                                                              | Zamalek                                                                                              | Abdullah Al Sawi Ahmed Sari                                                                          | El Qanah Al-Ittihad Alexandria                                                                       | 10                                                                                                   |
| 1995-96   | Al-Ahly                                                                                              | Zamalek                                                                                              | Mohamed Salah Abo Greisha                                                                            | Al-Ismaily                                                                                           | 14                                                                                                   |
| 1996-97   | Al-Ahly                                                                                              | Zamalek                                                                                              | Ayman Moheb                                                                                          | El Mansoura                                                                                          | 17                                                                                                   |
| 1997-98   | Al-Ahly                                                                                              | Zamalek                                                                                              | Abdul Hamid Bassiouny                                                                                | Zamalek                                                                                              | 15                                                                                                   |
| 1998-99   | Al-Ahly                                                                                              | Zamalek                                                                                              | Hossam Hassan                                                                                        | Al-Ahly                                                                                              | 15                                                                                                   |
| 1999-00   | Al-Ahly                                                                                              | Ismaily                                                                                              | John Utaka                                                                                           | Ismaily                                                                                              | 17                                                                                                   |
| 2000-01   | Zamalek                                                                                              | Al-Ahly                                                                                              | Tarek El-Said                                                                                        | Zamalek                                                                                              | 13                                                                                                   |
| 2001-02   | Ismaily (3)                                                                                          | Al-Ahly                                                                                              | Hossam Hassan                                                                                        | Zamalek                                                                                              | 18                                                                                                   |
| 2002-03   | Zamalek                                                                                              | Al-Ahly                                                                                              | Ahmed Belal                                                                                          | Al-Ahly                                                                                              | 19                                                                                                   |
| 2003-04   | Zamalek                                                                                              | Al-Ahly                                                                                              | Abdel Halim Ali                                                                                      | Zamalek                                                                                              | 21                                                                                                   |
| 2004-05   | Al-Ahly                                                                                              | ENPPI Club                                                                                           | Emad Moteab                                                                                          | Al-Ahly                                                                                              | 15                                                                                                   |
| 2005-06   | Al-Ahly                                                                                              | Zamalek                                                                                              | Mohamed Aboutrika                                                                                    | Al-Ahly                                                                                              | 18                                                                                                   |
| 2006-07   | Al-Ahly                                                                                              | Zamalek                                                                                              | Flávio Amado                                                                                         | Al-Ahly                                                                                              | 17                                                                                                   |
| 2007-08   | Al-Ahly                                                                                              | Zamalek                                                                                              | Alaa Ibrahim                                                                                         | Petrojet                                                                                             | 15                                                                                                   |
| 2008-09   | Al-Ahly                                                                                              | Ismaily                                                                                              | Ernest Papa Arko Flávio Amado                                                                        | Tala'ea El-Gaish Al-Ahly                                                                             | 12                                                                                                   |
| 2009-10   | Al-Ahly                                                                                              | Zamalek                                                                                              | Minusu Buba                                                                                          | Ittihad El-Shorta                                                                                    | 14                                                                                                   |
| 2010-11   | Al-Ahly                                                                                              | Zamalek                                                                                              | Ahmed Abd Al Zaher Shikabala                                                                         | ENPPI Club Zamalek                                                                                   | 13                                                                                                   |
| 2011-12   | No finalizado debido a la Tragedia de Puerto Saíd.                                                   | No finalizado debido a la Tragedia de Puerto Saíd.                                                   | No finalizado debido a la Tragedia de Puerto Saíd.                                                   | No finalizado debido a la Tragedia de Puerto Saíd.                                                   | No finalizado debido a la Tragedia de Puerto Saíd.                                                   |
| 2012-13   | No finalizado debido al Golpe de Estado en Egipto de 2013.                                           | No finalizado debido al Golpe de Estado en Egipto de 2013.                                           | No finalizado debido al Golpe de Estado en Egipto de 2013.                                           | No finalizado debido al Golpe de Estado en Egipto de 2013.                                           | No finalizado debido al Golpe de Estado en Egipto de 2013.                                           |
| 2013-14   | Al-Ahly                                                                                              | Smouha                                                                                               | John Antwi                                                                                           | Ismaily                                                                                              | 11                                                                                                   |
| 2014-15   | Zamalek                                                                                              | Al-Ahly                                                                                              | Hossam Salama                                                                                        | El-Daklyeh                                                                                           | 20                                                                                                   |
| 2015-16   | Al-Ahly                                                                                              | Zamalek                                                                                              | Hossam Salama                                                                                        | Smouha                                                                                               | 17                                                                                                   |
| 2016-17   | Al-Ahly                                                                                              | Misr El Makasa                                                                                       | Ahmed El Sheikh                                                                                      | Misr El Makasa                                                                                       | 17                                                                                                   |
| 2017-18   | Al-Ahly                                                                                              | Ismaily                                                                                              | Walid Azarou                                                                                         | Al-Ahly                                                                                              | 18                                                                                                   |
| 2018-19   | Al-Ahly                                                                                              | Zamalek                                                                                              | Ahmed Ali Kamel                                                                                      | Al-Mokawloon Al-Arab                                                                                 | 18                                                                                                   |
| 2019-20   | Al-Ahly                                                                                              | Zamalek                                                                                              | Abdallah El-Said                                                                                     | Pyramids FC                                                                                          | 17                                                                                                   |
| 2020-21   | Zamalek                                                                                              | Al-Ahly                                                                                              | Mohamed Sherif                                                                                       | Al-Ahly                                                                                              | 21                                                                                                   |
| 2021-22   | Zamalek (14)                                                                                         | Pyramids                                                                                             | Ahmed Sayed                                                                                          | Zamalek                                                                                              | 19                                                                                                   |
| 2022-23   | Al-Ahly                                                                                              | Pyramids                                                                                             | Mabululu                                                                                             | Al-Ittihad Alexandria                                                                                | 16                                                                                                   |
| 2023-24   | Al-Ahly (44)                                                                                         | Pyramids                                                                                             | Wessam Abou Ali                                                                                      | Al-Ahly                                                                                              | 18                                                                                                   |
| 2024-25   | Al-Ahly (45)                                                                                         | Pyramids                                                                                             | Emam Ashour                                                                                          | Al-Ahly                                                                                              | 13                                                                                                   |

## Títulos por club
| Equipo                    | Títulos | Subtítulos | Años campeonatos | Años subcampeonatos |
| ------------------------- | ------- | ---------- | --- | --- |
| Al-Ahly                   | 45      | 12         | 1949, 1950, 1951, 1953, 1954, 1956, 1957, 1958, 1959, 1961, 1962, 1975, 1976, 1977, 1979, 1980, 1981, 1982, 1985, 1986, 1987, 1989, 1994, 1995, 1996, 1997, 1998, 1999, 2000, 2005, 2006, 2007, 2008, 2009, 2010, 2011, 2014, 2016, 2017, 2018, 2019, 2020, 2023, 2024, 2025 | 1967, 1978, 1984, 1988, 1991, 1993, 2001, 2002, 2003, 2004, 2015, 2021 |
| Zamalek                   | 14      | 35         | 1960, 1964, 1965, 1978, 1984, 1988, 1992, 1993, 2001, 2003, 2004, 2015, 2021, 2022 | 1951, 1953, 1954, 1956, 1957, 1958, 1959, 1961, 1962, 1963, 1966, 1973, 1977, 1979, 1980, 1982, 1982, 1983, 1985, 1986, 1987, 1989, 1995, 1996, 1997, 1998, 1999, 2006, 2007, 2008, 2010, 2011, 2016, 2019, 2020 |
| Ismaily                   | 3       | 6          | 1967, 1991, 2002 | 1965, 1992, 1994, 2000, 2009, 2018 |
| Tersana                   | 1       | 5          | 1963 | 1949, 1950, 1960, 1964, 1975 |
| Ghazl El-Mehalla          | 1       | 1          | 1973 | 1976 |
| Olympic Club (Alejandria) | 1       | -          | 1966 | |
| Al-Mokawloon Al-Arab      | 1       | -          | 1983 | |
| Pyramids                  | -       | 4          | | 2022, 2023, 2024, 2025 |
| ENPPI Club                | -       | 1          | | 2005 |
| Smouha                    | -       | 1          | | 2014 |
| Misr El Makasa            | -       | 1          | | 2017 |

## Goleadores históricos
Última actualización: 14 de octubre de 2023.
| N.º | Jugador            | Equipo(s)                                                  | Goles |
| --- | ------------------ | ---------------------------------------------------------- | ----- |
| 1   | Hassan El-Shazly   | Tersana                                                    | 211   |
| 2   | Hossam Hassan      | Al-Ahly, Zamalek, Al-Masry, Tersana, Al Ittihad Alexandria | 168   |
| 3   | Moustafa Reyadh    | Tersana                                                    | 123   |
| 4   | Abdallah Said      | Ismaily, Al-Ahly, Pyramids                                 | 122   |
| 5   | El-Sayed El-Dhizui | Al-Masry, Al-Ahly                                          | 112   |
| 6   | Mahmoud El-Khateeb | Al-Ahly                                                    | 108   |
| 7   | Ahmed El-Kass      | Olympic Club, Zamalek, Al Ittihad Alexandria               | 107   |
| 8   | Mohamed Aboutrika  | Tersana, Al-Ahly                                           | 102   |
| 9   | Gamal Abdelhamid   | Al-Ahly, Zamalek                                           | 101   |

## Clasificación histórica
Actualizado el 6 de septiembre de 2022. En verde los equipos activos en 2022-23
| Pos. | Equipo                    | Temp. | PJ   | PG   | PE  | PP  | GF   | GC   | DG    | Pts. |
| ---- | ------------------------- | ----- | ---- | ---- | --- | --- | ---- | ---- | ----- | ---- |
| 1    | Al-Ahly                   | 64    | 1616 | 1086 | 364 | 166 | 2885 | 989  | +1896 | 3622 |
| 2    | Zamalek SC                | 64    | 1616 | 965  | 413 | 238 | 2707 | 1209 | +1498 | 3305 |
| 3    | Ismaily SC                | 59    | 1536 | 670  | 492 | 374 | 2087 | 1490 | +597  | 2493 |
| 4    | Al-Masry                  | 62    | 1567 | 549  | 521 | 497 | 1754 | 1620 | +134  | 2168 |
| 5    | Al-Ittihad Alexandria     | 62    | 1567 | 490  | 520 | 547 | 1570 | 1814 | -244  | 1998 |
| 6    | Ghazl El-Mehalla          | 49    | 1199 | 383  | 441 | 385 | 1156 | 1148 | +8    | 1589 |
| 7    | Tersana SC                | 44    | 1046 | 380  | 295 | 371 | 1317 | 1222 | +95   | 1435 |
| 8    | El-Mokawloon El-Arab SC   | 38    | 1063 | 327  | 387 | 349 | 1060 | 1037 | +23   | 1359 |
| 9    | Olympic Club              | 38    | 906  | 276  | 290 | 340 | 987  | 1117 | -130  | 1117 |
| 10   | El-Mansoura SC            | 30    | 771  | 195  | 271 | 305 | 633  | 855  | -222  | 856  |
| 11   | Suez SC                   | 30    | 705  | 194  | 225 | 286 | 596  | 767  | -171  | 807  |
| 12   | El Qanah FC               | 28    | 652  | 201  | 198 | 253 | 641  | 736  | -95   | 801  |
| 13   | ENPPI Club                | 17    | 550  | 198  | 206 | 146 | 649  | 532  | +117  | 797  |
| 14   | Tala'ea El-Gaish SC       | 17    | 498  | 161  | 171 | 176 | 533  | 561  | -28   | 654  |
| 15   | Haras El-Hodood           | 17    | 458  | 152  | 146 | 160 | 502  | 493  | +9    | 602  |
| 16   | El Sekka El Hadid SC      | 23    | 511  | 132  | 156 | 223 | 509  | 691  | -182  | 552  |
| 17   | Smouha SC                 | 11    | 329  | 116  | 126 | 87  | 364  | 328  | +36   | 474  |
| 18   | Petrojet FC               | 11    | 347  | 118  | 111 | 128 | 406  | 410  | -4    | 465  |
| 19   | Misr El Makasa            | 10    | 326  | 114  | 99  | 713 | 398  | 395  | +3    | 441  |
| 20   | Tanta SC                  | 15    | 365  | 82   | 126 | 157 | 312  | 471  | -159  | 372  |
| 21   | Baladeyet El-Mahalla      | 13    | 329  | 82   | 118 | 129 | 291  | 369  | -78   | 364  |
| 22   | Wadi Degla SC             | 9     | 292  | 83   | 96  | 113 | 319  | 356  | -37   | 345  |
| 23   | El Entag El Harby SC      | 10    | 284  | 76   | 102 | 106 | 298  | 350  | -62   | 330  |
| 24   | Pyramids FC               | 7     | 208  | 85   | 64  | 59  | 309  | 253  | +56   | 319  |
| 25   | Aswan SC                  | 12    | 300  | 70   | 91  | 173 | 289  | 524  | -235  | 299  |
| 26   | El Gouna FC               | 8     | 254  | 68   | 85  | 101 | 241  | 302  | -61   | 289  |
| 27   | El Minya SC               | 14    | 348  | 53   | 115 | 180 | 194  | 468  | -274  | 274  |
| 28   | El Koroum SC              | 11    | 296  | 60   | 91  | 145 | 226  | 371  | -145  | 271  |
| 29   | Ittihad El Shorta SC      | 7     | 193  | 57   | 75  | 61  | 193  | 205  | -12   | 246  |
| 30   | El Dakhleya SC            | 6     | 194  | 49   | 72  | 73  | 198  | 243  | -45   | 219  |
| 31   | El-Plastic                | 8     | 202  | 45   | 66  | 91  | 123  | 223  | -100  | 201  |
| 32   | Gomhoriat Shebin SC       | 6     | 174  | 43   | 66  | 65  | 127  | 182  | -55   | 195  |
| 33   | El-Marrikh SC             | 8     | 208  | 37   | 79  | 78  | 134  | 252  | -122  | 190  |
| 34   | ESCO FC                   | 6     | 158  | 46   | 49  | 63  | 141  | 175  | -34   | 187  |
| 35   | Dina Farms FC             | 6     | 164  | 43   | 57  | 64  | 157  | 202  | -45   | 186  |
| 36   | Diametta SC               | 8     | 195  | 40   | 61  | 94  | 134  | 254  | -120  | 181  |
| 37   | Al-Tayaran                | 8     | 192  | 34   | 67  | 91  | 139  | 262  | -123  | 169  |
| 38   | Al Teram                  | 10    | 196  | 39   | 51  | 106 | 203  | 348  | -145  | 168  |
| 39   | Port Fouad SC             | 7     | 152  | 39   | 33  | 80  | 139  | 231  | -92   | 150  |
| 40   | Al Aluminium SC           | 5     | 142  | 30   | 35  | 77  | 119  | 212  | -93   | 125  |
| 41   | El Sharkia SC             | 5     | 141  | 28   | 40  | 73  | 109  | 202  | -93   | 124  |
| 42   | Suez Cement SC            | 4     | 112  | 30   | 30  | 52  | 109  | 172  | -63   | 120  |
| 43   | Goldi SC                  | 4     | 104  | 28   | 30  | 46  | 108  | 140  | -32   | 114  |
| 44   | Ala'ab Damanhour SC       | 6     | 160  | 28   | 31  | 101 | 120  | 277  | -157  | 105  |
| 44   | Ghazl Damietta            | 5     | 103  | 13   | 55  | 35  | 46   | 83   | -37   | 94   |
| 45   | El Raja SC                | 3     | 93   | 22   | 28  | 43  | 95   | 144  | -149  | 94   |
| 46   | National Bank of Egypt SC | 3     | 68   | 17   | 30  | 21  | 78   | 85   | -7    | 81   |
| 47   | Ceramica Cleopatra FC     | 3     | 68   | 15   | 31  | 22  | 76   | 87   | -11   | 76   |
| 48   | Asyut Petroleum SC        | 3     | 90   | 17   | 23  | 50  | 75   | 139  | -64   | 74   |
| 49   | Beni Suef SC              | 4     | 100  | 15   | 22  | 63  | 69   | 183  | -114  | 67   |
| 50   | Telecom Egypt SC          | 2     | 60   | 15   | 18  | 27  | 68   | 92   | -21   | 63   |
| 51   | Ghalz Suez                | 2     | 57   | 15   | 14  | 28  | 56   | 78   | -22   | 59   |
| 52   | Future FC                 | 2     | 34   | 16   | 8   | 10  | 49   | 34   | +15   | 56   |
| 53   | Kafr El Sheikh SC         | 2     | 49   | 12   | 19  | 18  | 34   | 46   | -12   | 55   |
| 54   | Asyut Cement SC           | 2     | 52   | 13   | 16  | 23  | 50   | 72   | -22   | 55   |
| 55   | Al Nasr SC                | 2     | 72   | 12   | 18  | 42  | 67   | 130  | -63   | 51   |
| 56   | Factory 36 SC             | 3     | 77   | 8    | 23  | 46  | 46   | 104  | -58   | 47   |
| 57   | Bahariya Club             | 2     | 44   | 11   | 12  | 21  | 56   | 79   | -23   | 45   |
| 58   | Maleyat Kafr El Zayat SC  | 3     | 58   | 11   | 11  | 36  | 54   | 109  | -55   | 44   |
| 59   | Pharco FC                 | 2     | 34   | 9    | 15  | 10  | 21   | 22   | -1    | 42   |
| 60   | Athletic Union GA         | 2     | 38   | 9    | 13  | 16  | 36   | 59   | -23   | 40   |
| 61   | Nogoom FC                 | 1     | 34   | 5    | 11  | 18  | 30   | 46   | -16   | 26   |
| 62   | Al Nasr Lel Taa'den SC    | 1     | 34   | 7    | 5   | 22  | 27   | 66   | -39   | 26   |
| 63   | El Shams Club             | 1     | 30   | 5    | 9   | 16  | 30   | 59   | -29   | 24   |
| 64   | Telephonat Bani Sweif     | 1     | 21   | 4    | 10  | 7   | 16   | 23   | -7    | 22   |
| 65   | ZED FC                    | 1     | 34   | 3    | 12  | 19  | 18   | 57   | -39   | 21   |
| 66   | Suez Petroleum            | 2     | 44   | 4    | 7   | 33  | 30   | 107  | -77   | 19   |
| 67   | Eastern Company SC        | 1     | 34   | 7    | 12  | 15  | 33   | 56   | -23   | 15   |
| 68   | Sohag SC                  | 1     | 26   | 1    | 12  | 13  | 23   | 53   | -30   | 15   |
| 69   | Belkas SC                 | 1     | 22   | 3    | 5   | 14  | 12   | 40   | -28   | 14   |
| 70   | Jute Bilbeis SC           | 1     | 26   | 3    | 3   | 20  | 14   | 47   | -33   | 12   |
| 71   | Sekak Hadid Sohag SC      | 1     | 26   | 2    | 6   | 18  | 14   | 51   | -37   | 12   |
| 72   | Naseg Helwan SC           | 1     | 22   | 0    | 4   | 18  | 6    | 50   | -44   | 4    |